# Michel Fornasier

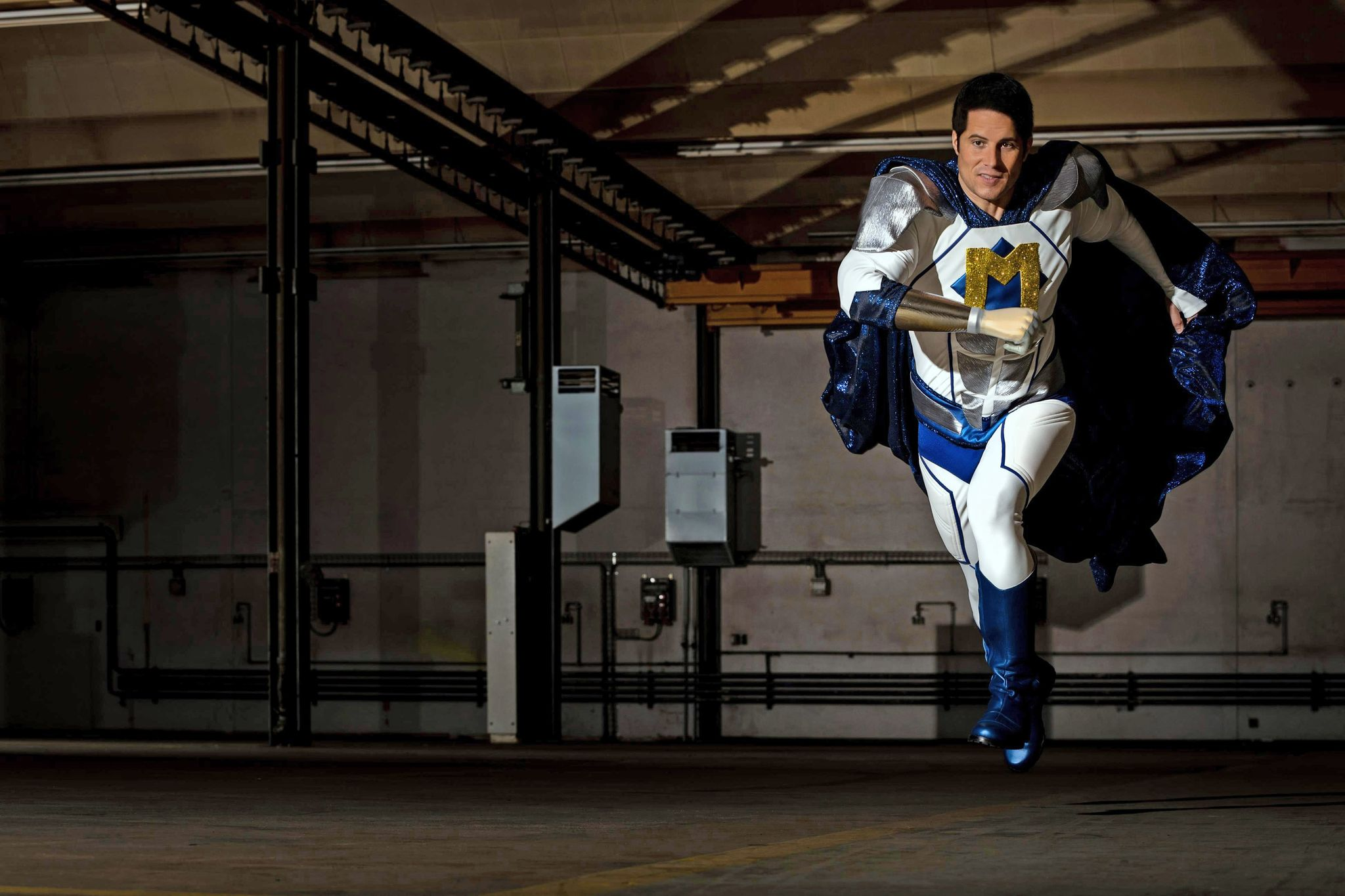
Michel Fornasier als Bionicman

Michel Fornasier (* 23. März 1978 im Kanton Freiburg) ist ein Schweizer Motivationstrainer, Comicautor, Keynote-Speaker und Moderator. Er ist Gründer der Stiftung Give Children a Hand und Botschafter des Cybathlon der ETH Zürich. Im deutschsprachigen Raum wurde er mit Auftritten als Superheld Bionicman, seinem Alter Ego, bekannt.

## Leben
Michel Fornasier wurde ohne rechte Hand geboren und hat seit einigen Jahren eine bionische Handprothese. Um den Bekanntheitsgrad des Hilfsmittels zu steigern, Menschen mit dem gleichen Handicap zu erreichen und ihr Leben zu erleichtern, setzt sich der ehemalige Finanzfachmann seit 2015 ehrenamtlich für Hightech-Prothesen ein. Er zeigt bei Live-Auftritten was auf dem Gebiet der Robotik möglich ist und greift in seinen Vorträgen Themen wie Inklusion, Beeinträchtigung und Mobbing auf.
Die von ihm gegründete Stiftung Give Children a Hand ermöglicht Kindern mit einer körperlichen Beeinträchtigung den Zugang zu modernen und individualisierten Prothesen. Um die Hemmschwelle zu vermindern und das Thema für Kinder zugänglicher zu machen, hat er zusammen mit dem Schweizer Comiczeichner David Boller den Superhelden Bionicman erfunden. 2018 erschien der erste Band seiner gleichnamigen Comicreihe. Im Superheldenkostüm besucht er Schulen, Krankenhäusern und Events.

## Werke
- Bionicman. Der Superheld mit Handicap. Comic, mit Zeichnungen von David Boller. Spiegelberg Verlag, Zürich 2018, ISBN 978-3-939043-97-3.
- Bionicman. Gemeinsam enthindern wir die Welt. Comic, mit Zeichnungen von David Boller. Icon Comics, Wollerau 2019, ISBN 978-3-906885-13-1.
- Bionicman. Alle gleich besonders. Comic, mit Zeichnungen von David Boller. Icon Comics, Wollerau 2020, ISBN 978-3-906885-15-5.